# Tokizo Ichihashi
Tokizo Ichihashi (Prefectura de Hyōgo, Imperi Japonès, 9 de juny de 1909), és un exfutbolista japonès.

## Selecció japonesa
Tokizo Ichihashi va disputar 2 partits amb la selecció japonesa.